# Alcatel One Touch Pop C3
El Alcatel One Touch Pop C3 (4033A) es un teléfono inteligente comercializado por Alcatel Mobile Phones, con sistema operativo Android Jelly Bean 4.2.2 y pantalla táctil capacitiva, lanzado en marzo de 2013. Se comercializan cuatro versiones, las Single SIM 4033A / 4033X y las Dual SIM 4033D / 4033E.

## Características
- Lanzamiento: marzo de 2013
- Tarjeta SIM : Mini Sim (2FF) en configuraciones single y dual SIM
- Antena : todas internas.
- Pantalla táctil : capacitativa TFT LCD de 4 pulgadas con capacidad Multitactil de 2 puntos.[3]
- Resolución de pantalla : 480 x 800 píxeles y 18 bits (262144 colores)
- Sistema operativo : Android 4.2.2 Jelly Bean
- Memoria :
- Memoria RAM de 512 MiB
- Memoria flash Interna de $ GiB
- SoC : Mediatek MT6572[2][1][4]
- Microprocesador :  ARM Cortex-A7 de 2 núcleos a 1.3 GHz[1]
- Procesador gráfico : Mali-400
- Bandas :
  - 4033A, 4033E : GSM 850/900/1800/1900 MHz (cuatribanda 2G), HSDPA 900/2100 (3G)
  - 4033D, 4033X : GSM 900/1800/1900 MHz (tribanda 2G), HSDPA 850/900/2100 (3G)
- Datos : GPRS, EDGE, HSPA+ (HSDPA / HSUPA), Velocidad de bajada 21 Mbps Velocidad de subida 5.76 Mbps
- Cámara : de 5 megapixels y flash led. Dispone de un zoom digital de tres aumentos, de autoenfoque, Geoetiquetado, touch focus, con detector de cara y sonrisas y la posibilidad de sacar imágenes en HDR, grabación de video 480p (640 x 480) a 30 fps. Codifica el vídeo en H.263, MPEG-4, H.264/MPEG-4 AVC
- Cámara frontal : 0,5 megapixels
- Multimedia : reproductor multimedia con soporte
  - Audio : AAC, AACplus, eAACplus, AMR, AMR NB, WAV, MP3, MP2, MIDI, Vorbis, APE
  - Vídeo H.263, MPEG-4, H.264/MPEG-4 AVC
  - Radio FM estéreo con RDS
- Sensores : GPS, acelerómetro, brújula digital, sensor de proximidad, luz.
- Conectividad : Wi-Fi 802.11 b/g/n, Bluetooth 4.0 con soporte para A2DP, micro-USB 2.0), minijack audio de 3,5 mm, GPS, aGPS, DLNA.
- Batería : interna de Li-ion de 1300 mAh
  - Tiempo de espera : hasta 510 horas (2G) / 400 horas (3G)
  - Tiempo de conversación : hasta 13.5 horas (2G) / 9.5 horas (3G)
  - Tiempo de carga: 3,5 horas
  - Autonomía en modo música: 28 horas
- Formato : Pizarra o Slate
- Carcasa : en colores Negro, Blanco y Rosa. En el frontal blanco, altavoz, pantalla táctil con tres botones táctiles estándar Android (MENU, HOME y BACK) debajo, y micrófono. En el lateral derecho tecla de control de volumen. En la zona superior minijack de 3,5 mm para auriculares/manos libres, en la inferior puerto micro-USB 2.0. Abriendo la carcasa, acceso a la batería y bajo ella ranura microSD y 1 o 2 ranuras SIM
- Tamaño : 122 mm (4,80 pulgadas) largo x 64,4 mm (2,54 pulgadas) ancho x 11,95 mm (0,47 pulgadas) alto
- Peso : 110 g (3,88 onzas)
- Tarjeta de memoria : microSD de hasta 32 GB
- Tasa de absorción específica :

4033A/4033E
Cabeza: 0.505 W/kg
Cuerpo: 0.804 W/kg
4033D/4033X
Cabeza: 0.769 W/kg
Cuerpo: 0.989 W/kg
- Otras prestaciones : Voz HD, Cancelación de ruido, Open Mobile Alliance OMA DRM 1.0, manos libres, Modo Vuelo, Vibrador.

### Conectividad
Este teléfono inteligente es compatible con puntos de acceso inalámbricos Wi-Fi y con banda ancha móvil HSDPA 21 Mbit/s de bajada y 5,76 Mbit/s de subida (3.5G y H+). Este dispositivo permite compartir la Conexión de Red, como Puntos de Acceso Wi-Fi o bien por Medio del cable USB con el Ordenador.
También cuenta con Bluetooth 4.0 para usar un manos libres o escuchar música con auriculares inalámbricos. En su parte superior se encuentra una toma de auriculares estándar de 3.5 milímetros y en el inferior un puerto microUSB 2.0 que sirve para cargar la batería y sincronizar el terminal con un ordenador, además de GPS/AGPS.